# Playmobil: La pel·lícula
Playmobil: La pel·lícula (títol original en anglès, Playmobil: The Movie) és una pel·lícula de comèdia d'aventures animada per ordinador del 2019, basada en la joguina de construcció alemanya Playmobil. La pel·lícula està dirigida i concebuda pel veterà de Disney Lino DiSalvo, en el seu debut com a director, escrita per Blaise Hemingway, Greg Erb i Jason Oremland, i produïda per On Animation Studios. La pel·lícula està protagonitzada originalment en anglès per les veus d'Anya Taylor-Joy, Jim Gaffigan, Gabriel Bateman, Adam Lambert, Kenan Thompson, Meghan Trainor i Daniel Radcliffe. La pel·lícula segueix una noia anomenada Marla que intenta salvar el seu germà d'un món Playmobil en el qual tots dos són absorbits, i es veu involucrada en un pla de captura de població de l'emperador Maximus. S'ha doblat i subtitulat al català.
Exhibida com a inauguració del Festival Internacional de Cinema d'Animació d'Annecy de juny de 2019, Playmobil: La pel·lícula va estrenar-se als cinemes de França el 7 d'agost de 2019. La pel·lícula va ser criticada per ser un llargmetratge percebut com a anunci; la majoria de les crítiques es van dirigir a la seva mala narració, números musicals, personatges, to i problemes de construcció del món fictici, amb diverses comparacions desfavorables amb La Lego pel·lícula. També va ser un fracàs de taquilla, ja que va recaptar 16,3 milions de dòlars amb un pressupost d'entre 40 i 75 milions de dòlars, i als Estats Units va tenir el pitjor cap de setmana d'estrena d'una pel·lícula presentada a més de 2.300 sales.